# Altar de la Patria (Chile)
El Altar de la Patria es un monumento chileno erigido en la capital de Chile, Santiago, entre las calles Nataniel Cox y Zenteno. La obra consta de una cripta y sepulcro ubicadas subterraneamente bajo la Plaza de la Ciudadanía frente al Palacio de La Moneda. En el Altar de la Patria descansan eternamente los restos del director supremo de Chile, Libertador General y Capitan General del Ejercito Bernardo O'Higgins. 

## Historia
Luego de su fallecimiento en el exilio en 1842, el cadáver del prócer chileno Bernardo O'Higgins fue enterrado en el Cementerio Presbítero Matías Maestro en Lima, Perú. En 1869 y a petición de su familia, el cuerpo de O'Higgins es repatriado y trasladado al Mausoleo Militar del Cementerio General de Santiago de Chile. En el año 1979 y por mandato del dictador Augusto Pinochet, los restos de O'Higgins se trasladan desde el Cementerio General a este monumento, lugar de descanso definitivo y donde yacen hasta el día de hoy.
Los restos de Bernardo O'Higgins fueron acomodados en un sepulcro y monumento de marmol blanco, obra del escultor italiano Rinaldo Rinaldi, a su vez protegido por una bóveda subterránea construida debajo del inicio del Paseo Bulnes, a unos pasos de la vereda sur de la avenida Libertador Bernardo O'Higgins, al frente del Palacio de La Moneda. Arriba de esta bóveda, en el nivel de calle, se encontraba la Llama Eterna de la Libertad, un monumento de piedra inaugurado el 11 de septiembre de 1975 por Augusto Pinochet para conmemorar el segundo aniversario del golpe de Estado del 11 de septiembre de 1973. Este monumento, con una llama eternamente encendida, se mantuvo erigido hasta el 18 de octubre de 2004, cuando fue removido debido a las remodelaciones del Barrio Cívico, que incluyeron la construcción de la Plaza de la Ciudadanía, para celebrar el Bicentenario de Chile a producirse en 2010. En esta plaza se encuentra el Monumento a Bernardo O'Higgins, una estatua ecuestre hecha en bronce sobre una base de mármol encargada por el estado de Chile al escultor francés Albert-Ernest Carrier-Belleusey y terminada en 1871. Representa el momento en el que el General O'Higgins, montado sobre su caballo, derrota a un enemigo parte de las tropas Realistas en la Batalla de Rancagua, el 1-2 de octubre de 1814.
Si bien se encontraba en la principal avenida de la capital, en pleno centro de Santiago de Chile, el Altar de la Patria fue un sitio restringido al acceso público por muchos anos. Solo en 2004, cuando se inician los trabajos para construir Plaza de la Ciudadanía, el área es despejada y abierta al público general, al desmantelar y trasladar la Llama Eterna de la Libertad a la Escuela Militar. Además, se movió la estatua ecuestre de O'Higgins unos metros desde su posición original hacia la calle Zenteno. Subterráneamente, la tumba es acomodada al centro de lo que hoy es conocido como el Panteón de los Héroes, que esta adornado con una línea temporal que detalla y destaca los hechos principales de la historia de Chile. La remodelación del complejo finaliza en 2010 cuando se instala la estatua ecuestre del héroe de la Patria Vieja y presidente de la Junta de Gobierno de 1811-1813 General José Miguel Carrera y Verdugo frente a la de O'Higgins, quedando más cerca a la calle Nataniel Cox. Hoy en dia esta plaza permite el libre transito de transeuntes en varias direcciones, y sirve como entrada al Paseo Bulnes, de acceso exclusivamente peatonal.

## Composición
El Altar de la Patria es en realidad un conjunto de monumentos dedicados a Bernardo O'Higgins y el ejercito, y se compone de varias componentes:

### Panteón de los Héroes de la Patria

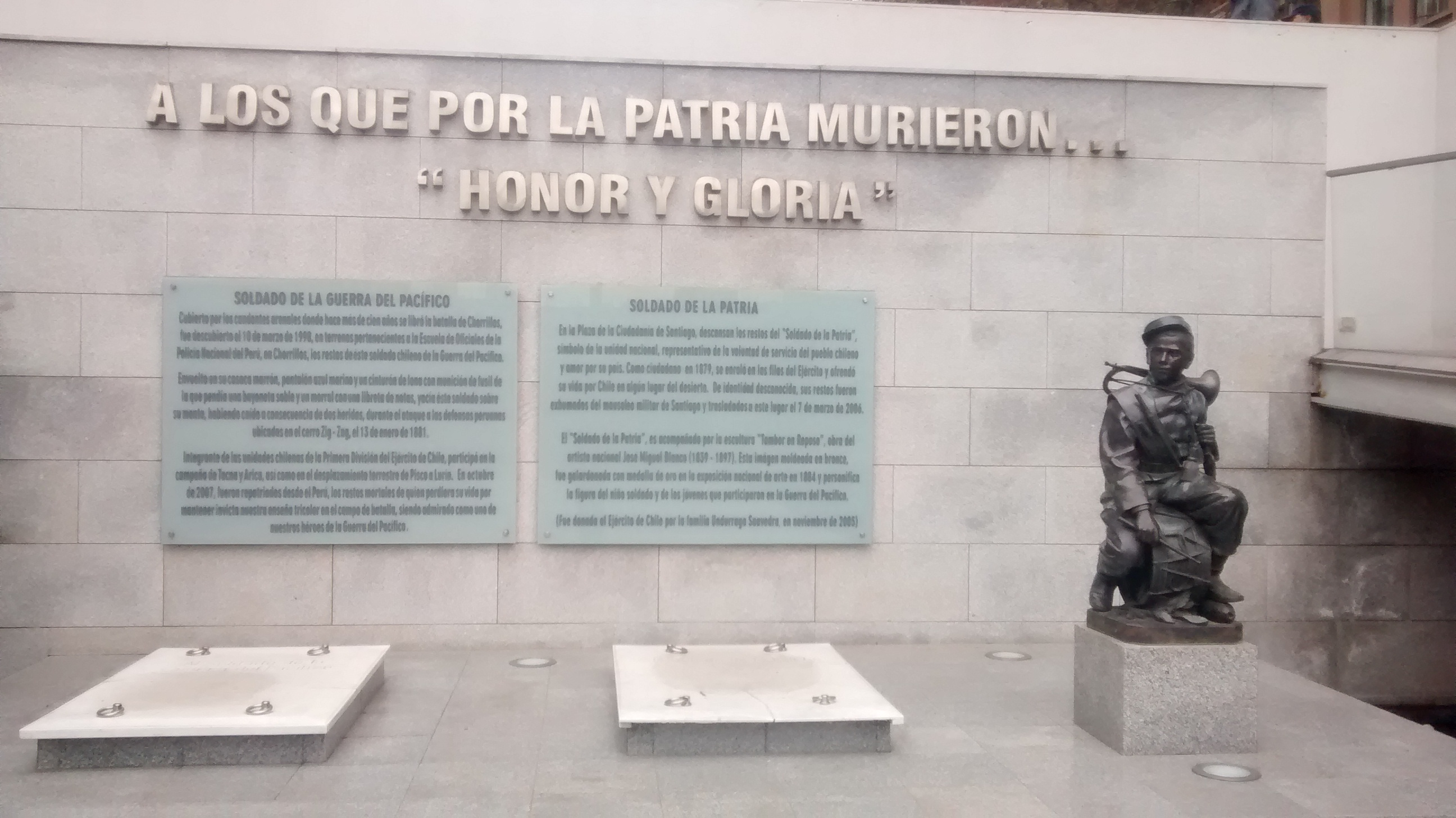
Tumba del soldado desconocido, de un soldado de la guerra del Pacífico más estatua de bronce "Tambor en reposo" del escultor José Miguel Blanco.

En el marco del bicentenario de Chile a celebrarse el 2010, se remodeló la antigua Plaza Bulnes y se le renombró Plaza de la Ciudadanía. Simultáneamente se construye subterraneamente el Panteón de los Héroes de la Patria, que consta de la cripta de O'Higgins, la tumba de un Soldado Desconocido, cuyos restos fueron exhumados en 2007 del mausoleo militar del Cementerio General y trasladados al Panteón, y la tumba del Soldado del Zigzag, caído en la guerra del Pacífico durante la Batalla de Chorrillos el 13 de enero de 18881 en el cerro Zig Zag, en Peru, cuyos restos fueron encontrados 117 años después. Ambos tumbas están ubicadas a un costado de la cripta de O'Higgins.

### Línea de tiempo de la historia de Chile
Junto a la remodelación subterránea del complejo se instaló una línea de tiempo que destaca los principales hitos de la historia de Chile. Esta linea se inicia con los pueblos originarios y termina con la conformación de la República de Chile. Aunque O'Higgins y la tumba que contiene sus restos son los grandes protagonistas de esta muestra, en ella también se incluyen objetos que directamente le pertenecieron al procer, como la banda presidencial, su chaqueta y un sable.  También se incluyen referencias a otros personajes militares y civiles importantes para la historia de Chile.

### Estatuas ecuestres

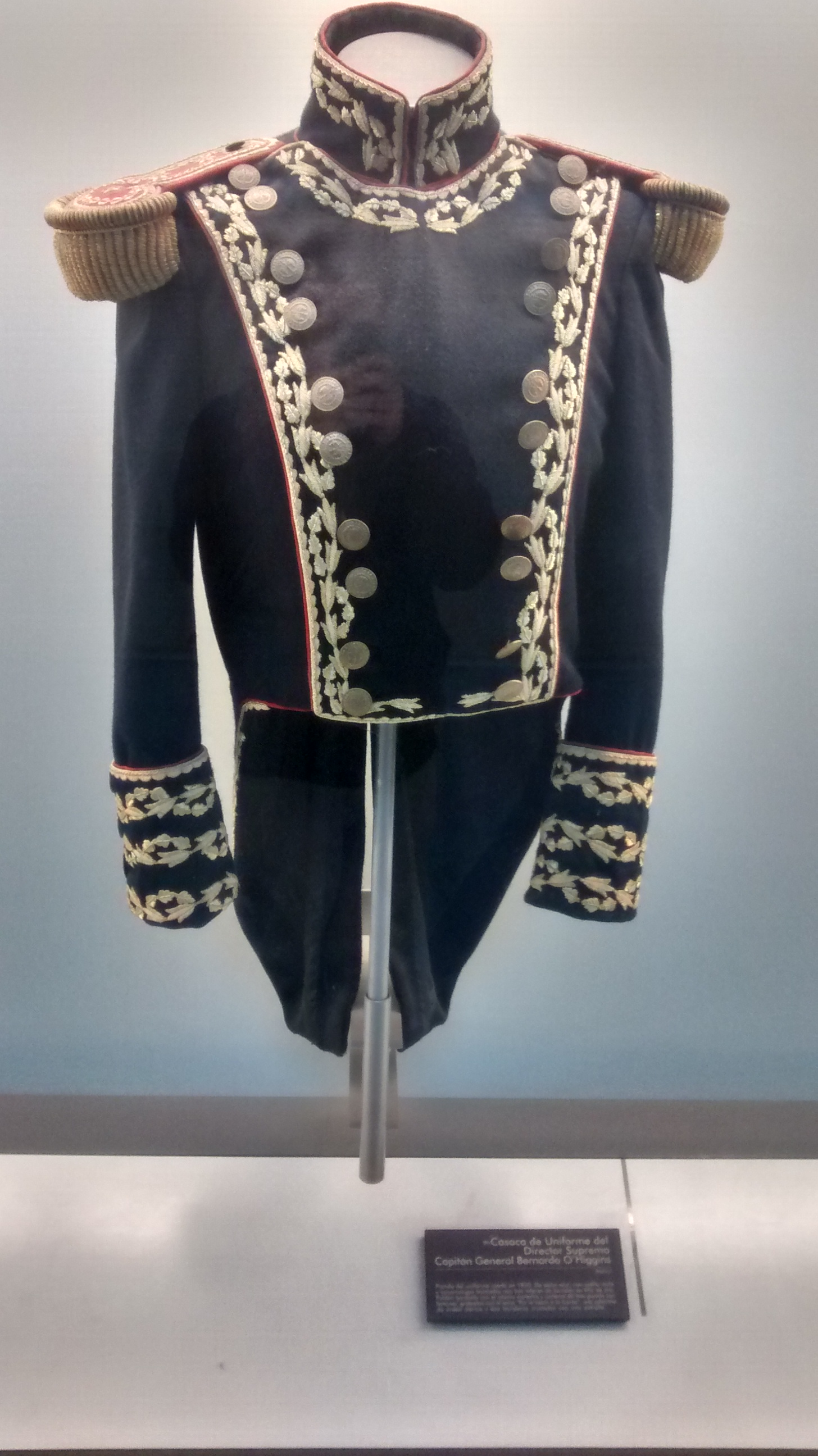
Chaquetilla de Bernardo O'Higgins

En la superficie hay dos estatuas ecuestres, una del General Bernardo O'Higgins, del escultor y pintor francés Albert-Ernest Carrier-Belleuse y del chileno Nicanor Plaza por encargo del estado de Chile en 1872 donde se representa al héroe en su carga en la batalla de Rancagua, y otra del General José Miguel Carrera del escultor chileno Samuel Román, inaugurada en 2010 por el entonces presidente Sebastián Piñera con un discurso en el que destacó las diferencias entre ambos pero que finalmente se unían por Chile.

### Altar de la patria
Es una escultura de mármol blanco, inaugurada el 13 de enero de 1869 en el cementerio General, erigida en honor a la memoria de Bernardo O'Higgins. En su base se encuentran cinceladas las siguientes palabras: 
«Aquí yacen esperando la resurrección de la carne el Excelentísimo Señor Don Bernardo O'Higgins, Director Supremo y Capitán General de la República de Chile, su patria. Murió en la serenidad de los justos el 24 de octubre de 1842».
Rodeando la tumba principal se encuentran dos esculturas de mármol: a la izquierda, un joven portando el gorro de la libertad simbolizando la autoridad y el ejército, a la derecha, una mujer representando a la república, portando una pluma y papel, que simboliza las leyes y la ilustración. En ambos lados hay relieves en el mármol, uno con la representación de la abdicación de O'Higgins a la presidencia en 1823 y el otro con un ángel de la gloria entregando la corona a la naciente República.
En la parte superior del monumento hay ubicado un trofeo de armas con la banderas de Chile y otras naciones americanas, junto con los principales hitos de batallas libradas por el general O'Higgins. Bajo este se encuentra un féretro donde descansan eternamente los restos mortales del procer y padre de la patria.

## Controversias
Por años en la superficie de la que es hoy la Plaza de la Ciudadanía se ubicó la "Llama de la eterna libertad", inaugurada el 11 de septiembre de 1975 por Augusto Pinochet, entonces director de la junta de gobierno, en una multitudinaria ceremonia con motivo de la conmemoración del golpe de Estado de 1973 y representó una señal para demostrar el respaldo del que gozaba el régimen. Fue encendida por los cuatro generales de la junta de gobierno (el general Pinochet, el almirante José Toribio Merino, el general Gustavo Leigh y el general César Mendoza) luego del siguiente discurso de Augusto Pinochet:

Más que un símbolo, la gran llama de la Libertad que encenderemos esta tarde es un objetivo concreto que habla de esfuerzos, voluntad y vocación. Esfuerzo para preservarla, perfeccionarla y mantenerla viva e inextinguible en todos los tiempos. Voluntad para defenderla de toda amenaza y salvaguardarla de todo daño. Vocación para servirla como se sirve a la Patria: sin dobleces y pensando solamente en el bien común.
La libertad no es un don gratuito. Hay que conquistarla día tras día, porque a todas horas trabajan los enemigos de ella para destruirla o desvalorizarla en nuestras conciencias (…) Por último, hay que entregarla a nuestros descendientes pura y limpia, para que ellos reciban el más preciado legado y sepan cuidarla para sus hijos
Augusto Pinochet, 1975.

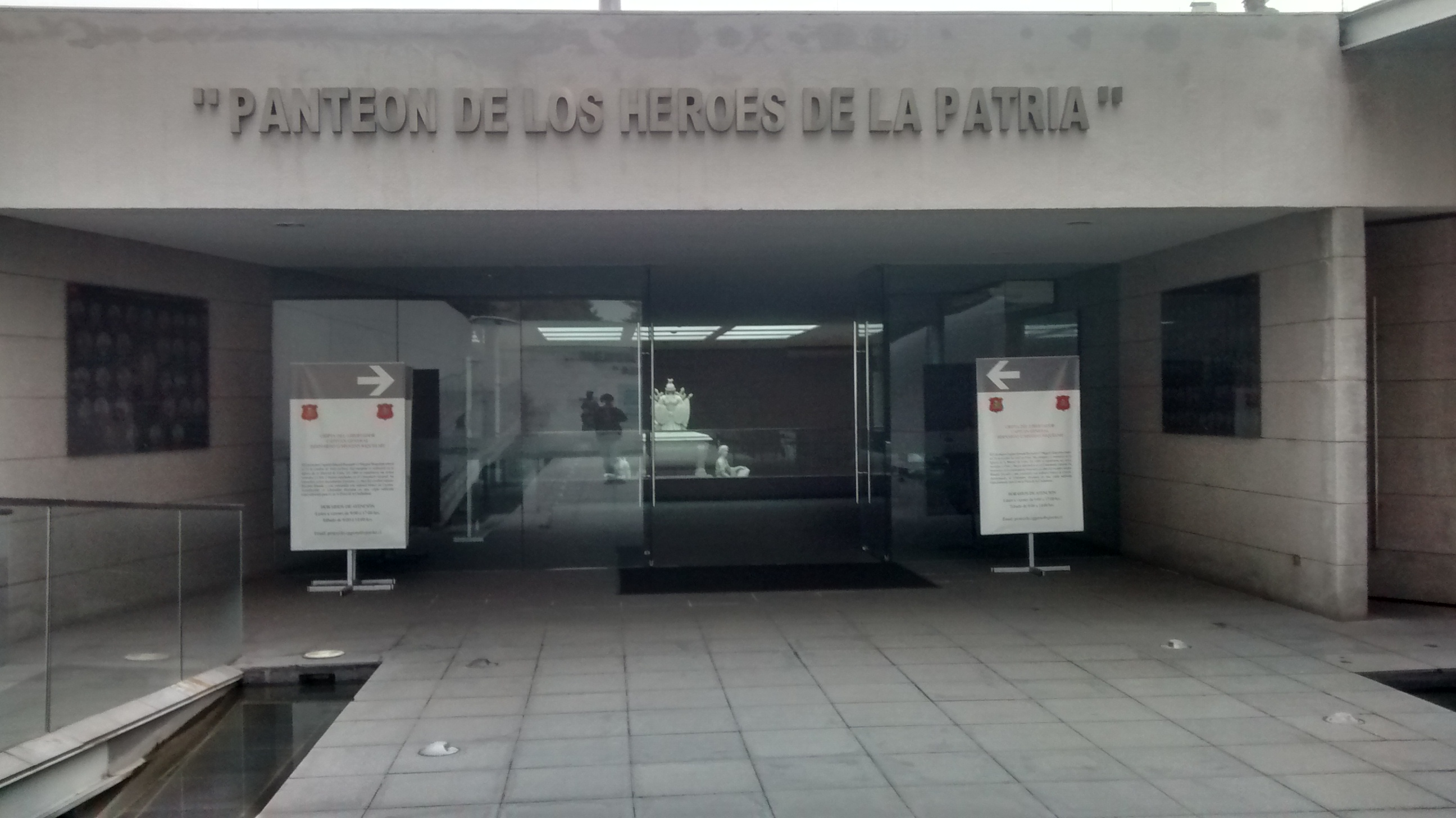
Entrada al subterráneo donde se encuentra ubicado el Altar de la Patria, en la parte sur de la Plaza de la Ciudadanía.

El 30 de septiembre de ese mismo año fue trasladada hasta el cerro Santa Lucía donde se mantuvo hasta el 15 de octubre de 1982, fecha en que se terminó definitivamente la construcción del Altar de la Patria y se trasladó a su ubicación definitiva. Con la vuelta a la democracia estuvo constantemente en la polémica y fue blanco de varios intentos de ser apagada, incluso en 2003 se dijo que era un gasto muy grande, pues el gas para mantenerla siempre encendida le costaba al estado más de 4 millones de pesos al año.
Finalmente, tras una serie de negociaciones entre el gobierno y el ejército (negociaciones que comenzaron en 1995), cuando el entonces ministro de obras públicas Ricardo Lagos, junto con el alcalde Jaime Ravinet impulsaron el proyecto de Plaza de la Ciudadanía. Como una especie de moneda de cambio, se llegó al acuerdo de que el Altar de la Patria y la estatua ecuestre de Bernardo O'Higgins tendrían un papel relevante en la plaza y la llama fue apagada tras casi 30 años para ser trasladada al recinto de la Escuela Militar del Ejército de Chile donde aún se encuentra encendida.